# 鈴木昭久
鈴木 昭久（すずき あきひさ、1961年6月 - ）は、日本の国土交通官僚。国土交通省中部運輸局長、運輸安全委員会事務局長を経て、日本観光振興協会副理事長。

## 人物・経歴
神奈川県出身。神奈川県立横須賀高等学校を経て、1984年東京大学法学部卒業、運輸省入省、大臣官房観光部計画課配属。1997年運輸省神戸海運監理部運航部長。1999年運輸省大臣官房企画官（海上交通局担当）。2001年国土交通省大臣官房企画官（政策統括官付）。2002年国土交通省大臣官房人事課企画官。
2004年国土交通省鉄道局総務課鉄道企画室長。2005年国土交通省航空局管制保安部保安企画課長。2007年国土交通省総合政策局海洋政策課長兼内閣官房内閣参事官。2009年観光庁観光産業課長。2011年国土交通省自動車局旅客課長。
2013年国土交通省自動車局総務課長。2013年気象庁総務部長。2015年から国土交通省中部運輸局長を務め、第42回先進国首脳会議をテコに、訪日外国人旅行誘致に向けた「昇龍道プロジェクト」の推進にあたった。2017年運輸安全委員会事務局長。
2018年佐川急便顧問、日本内航海運組合総連合会事務局次長（参与）。2020年日本観光振興協会副理事長。